# Ammoxenus
Genre
Ammoxenus est un genre d'araignées aranéomorphes de la famille des Gnaphosidae.

## Distribution
Les espèces de ce genre se rencontrent en Afrique australe.

## Liste des espèces
Selon World Spider Catalog (version 25.0, 04/02/2024) :
- Ammoxenus amphalodes Dippenaar & Meyer, 1980
- Ammoxenus coccineus Simon, 1893
- Ammoxenus daedalus Dippenaar & Meyer, 1980
- Ammoxenus kalaharicus Benoit, 1972
- Ammoxenus pentheri Simon, 1897
- Ammoxenus psammodromus Simon, 1910

## Systématique et taxinomie
Ce genre a été décrit par Simon en 1893 dans les Ammoxenidae. Il est placé dans les Gnaphosidae par Azevedo, Bougie, Carboni, Hedin et Ramírez en 2022.

## Publication originale
- Simon, 1893 : Histoire naturelle des araignées. Paris, vol. 1, p. 257-488 (texte intégral).